# Honduraška nogometna reprezentacija
Honduraška nogometna reprezentacija predstavlja državu Honduras u nogometu. Najveći joj je uspjeh plasman na Svjetsko prvenstvo 1982. godine, gdje su honduraški nogometaši priredili iznenađenje remiziravši s domaćinima Španjolskom te sa Sjevernom Irskom, a minimalno su poraženi od Jugoslavije, te plasman na Svjetsko prvenstvo 2010. godine.
Godine 1991. bili su drugi na CONCACAF Gold Cupu, izgubivši u završnici od SAD-a na jedanaesterce.
Honduras je trenutno 55. reprezentacija svijeta na Fifinoj ljestvici. Najviše nastupa za reprezentaciju ima Amado Guevara, 137, uz to ima i 29 golova. Najbolji strijelac reprezentacije je veteran Carlos Pavon, koji je od 1993. godine do danas zabio 57 golova u 101 susretu.
Najpoznatiji reprezentativci trenutno su David Suazo i Wilson Palacios.

## Povijest
Honduras je prvi put u svojoj povijesti igrao na svjetskom prvenstvu 1982. godine u Španjolskoj. U skupini 5, Honduras je igrao zajedno sa Sjevernom Irskom, Španjolskom i Jugoslavijom, a skupinu je završio na posljednjem mjestu s dva remija i porazom u tri utakmice.
U prvoj utakmici Honduras je iznenadio svijet, remiziravši sa Španjolskom 1:1. Čak su i poveli zgoditkom Zelaye u 6. minuti, međutim Lopez Ufarte se pobrinuo da iznenađenje ne bude potpuno. U drugoj utakmici Hondurašani su remizirali s kasnijim prvakom skupine Sjevernim Ircima. Ovaj put poveli su Irci, a Honduras je preko Landa postavio konačnih 1:1
U posljednjoj utakmici skupine Honduras je snage odmjerio s Jugoslavijom koju su predvodili Gudelj, Zajec, Vujović, Sušić, i Šurjak, a puleni Milana Miljanića pobijedili su golom Petrovića iz kaznenog udarca dvije minute prije isteka devedesete minute. Bila je to jalova pobjeda, jer se ni Jugoslavija ni Honduras nisu plasirali dalje, prepustivši svoje mjesto Sjevernoj Irskoj i Španjolskoj.

Na Svjetskom prvenstvu u JAR-u 2010. Honduras je igrao u skupini F zajedno sa Švicarskom, Španjolskom i Čileom. U prvoj utakmici protiv Čilea izgubili su 0:1, pet dana kasnije protiv Španjolske također su izgubili, rezultat je bio 0:2, a u posljednjem susretu protiv Švicarske izvukli su remi i tako završili na dnu skupine sa samo jednim osvojenim bodom. 

## Trenutačni sastav
Vratari: Ricardo Canales (Motagua), Noel Valladares (Olimpia), Donis Escober (Olimpia).
Braniči: Victor Bernardez (Anderlecht), Maynor Figueroa (Wigan), Oscar Garcia (Olimpia), Sergio Mendoza (Motagua), Emilio Izaguirre (Motagua), Johnny Palacios (Olimpia), Mauricio Sabillon (Hangzhou Luchen), Osman Chavez (Platense).
Veznjaci: Edgard Alvarez (Bari), Julio Cesar de Leon (Torino), Roger Espinoza (Kansas City Wizards), Amado Guevara (Motagua), Ramon Nunez (Olimpia), Wilson Palacios (Tottenham Hotspur), Hendry Thomas (Wigan), Danilo Turcios (Olimpia).
Napadači: David Suazo (Genoa), Georgie Welcome (Motagua), Carlos Pavon (Real Espana), Walter Martinez (Marathon).

## Vanjske poveznice
- Honduras at FIFA  Arhivirana inačica izvorne stranice od 29. ožujka 2015. (Wayback Machine)
- Honduras national football team Stats and Analytics  Arhivirana inačica izvorne stranice od 16. lipnja 2010. (Wayback Machine) at Footbalistic
- FENAFUTH
- Matches at World Football Elo
- RSSSF List of Honduras Matches